# Tupua Tamasese Mea'ole
Tupua Tamasese Mea'ole, né le 3 juin 1905  à Vaimoso et décédé le 5 avril 1963, est un chef traditionnel, chef de l'État des Samoa de 1962 à 1963. 

## Biographie
Fils de Tupua Tamasese Lealofi I et Vaaiga, il succède à son frere au titre de tama 'aiga au décès de celui-ci en 1929. Il épouse en 1934 Irene Gustava Noue Nelson, fille d'un marchand et homme politique métis d'Apia, Taisi Olaf Frederick Nelson, de la famille Nelson.
Lors de l'indépendance des Samoa le 1er janvier 1962, il devient chef d'État à vie et partage cette fonction avec Malietoa Tanumafili II.
Il décède prématurément en 1963, son cousin Tupua Tamasese Lealofi IV lui succède au titre de Tupua Tamesese (l'un des quatre chefs de plus haut rang aux Samoa), Malietoa Tanumafili II demeurant seul chef de l'État jusqu'à son décès en 2007. 